# Naiset Point
Naiset Point är ett berg i Kanada.   Det ligger i provinsen British Columbia, i den centrala delen av landet, 3 000 km väster om huvudstaden Ottawa. Toppen på Naiset Point är 2 275 meter över havet. Naiset Point ligger vid sjön Lake Magog.
Terrängen runt Naiset Point är bergig söderut, men norrut är den kuperad. Trakten runt Naiset Point är nära nog obefolkad, med mindre än två invånare per kvadratkilometer.. Det finns inga samhällen i närheten. 
Trakten runt Naiset Point består i huvudsak av gräsmarker.